# Коронация Наполеона I
Коронация Наполеона как императора французов — церемония интронизации и коронации, последовавшая за провозглашением Наполеона 18 мая 1804 года Императором. Религиозная коронационная церемония, которую провёл папа Пий VII, за которой последовала собственно коронация, состоялась в воскресенье 2 декабря 1804 года (11 фримера XIII года по французскому республиканскому календарю) в Соборе Парижской Богоматери в Париже. Она длилась почти пять часов; художник Жак-Луи Давид запечатлел её на двух полотнах: «Коронация Наполеона» и «Раздача орлов». Это событие знаменовало «создание современной империи» и было «прозрачно завуалированным элементом современной пропаганды».

## Причины
Наполеон жаждал придать сакральную легитимность режиму своей личной власти, с его новой династией и новой аристократией. С этой целью он разработал новую церемонию коронации, которая радикально отличалась от коронации королей Франции, подчёркивающей освящение короля (фр. sacre) и его помазание, и производимой архиепископом Реймса в Реймсском соборе. Церемония коронации Наполеона был священнодействием, проводимом в великом Соборе Парижской Богоматери в присутствии папы римского Пия VII. Наполеон собрал воедино различные обряды и обычаи, включая обряды каролингских традиций, старого режима и Французской революции; всё это было обставлено с максимальной роскошью.
18 мая 1804 года Охранительный сенат передал республиканское правительство Первой Французской республики императору, и началась подготовка к коронации. Провозглашение Наполеона императором было одобрено французскими гражданами подавляющим большинством на конституционном референдуме Франции 1804 года («за» было 3 572 329 голосов, «против» 2569, то есть менее 0,1 %). Среди причин, заставивших Наполеона короноваться, было стремление завоевать престиж в международных роялистских и католических кругах и заложить основу для будущей династии.

## Приезд папы
5 ноября 1804 года папа выехал из Рима. 25 ноября Наполеон встретил его в лесу Фонтенбло. С военными почестями папа был препровождён в дворец Фонтенбло, где оставался в течение четырёх дней. За это время у него было множество встреч, в частности, с супругой Наполеона Жозефиной Богарне, которая призналась, что их брак, заключённый в 1796 году, был гражданским и, следовательно, недействительным по каноническому праву. Узнав это, папа наотрез отказался участвовать в коронации, пока ему не предоставят свидетельство о католическом браке. Проблему устранил дядя Наполеона, кардинал Жозеф Феш, который ночью 1 декабря сочетал пару в дворце Тюильри в присутствии священника из церкви Сен-Жермен-л’Осеруа, Талейрана и маршала Бертье.

## Подготовка
Когда папа Пий VII согласился приехать в Париж, чтобы совершить богослужение во время коронации Наполеона, было первоначально решено, что он будет следовать литургии коронации из Римского понтификала. Однако после прибытия папы Наполеон убедил его делегацию разрешить введение в обряд нескольких французских элементов, таких как пение Veni Creator, за которым во время процессии входа монарха следовала коллекта Пятидесятницы; использование для помазания миро вместо елея катехуменов (хотя использовались римские молитвы помазания); помазание головы и обе руки, а не правой руки и задней части шеи, и включение нескольких молитв и формул из коронаций французских королей, чтобы благословлять доставляемые регалии. По сути, французские и римские элементы были объединены в новый, уникальный обряд, созданный специально для этого случая. Кроме того, специальный обряд, разработанный для данного случая, позволял Наполеону почти всё время сидеть, а не стоять на коленях во время вноса регалий и во время нескольких других церемоний, и сводил его принятие клятвы, требуемой Церковью в начале литургии, к одному слову.
Не желая быть монархом старого порядка, Наполеон объяснял: «Быть королём — это значит наследовать старые идеи и генеалогию. Я не хочу ни от кого вести свою родословную».

## Церемония
По словам Луи Констана Вери, Наполеон проснулся в 8 часов утра от звука канонады. Он покинул Тюильри в 11 часов в белом бархатном жилете с золотой вышивкой и бриллиантовыми пуговицами, малиновой бархатной тунике и короткой малиновой куртке с атласной подкладкой, с лавровым венком на голове. Число зрителей, по оценкам Вери, составляло от четырёх до пяти тысяч человек, многие из которых удерживали свои места всю ночь, несмотря на периодические ливни. К утру небо расчистилось.
Церемония началась в 9 часов утра, когда от Тюильри вышла папская процессия во главе с ехавшим на муле епископом, державшим в руках папское распятие. Папа Римский первым вошёл в собор под гимн «Tu es Petrus» и занял своё место на троне возле высокого алтаря. Экипаж Наполеона и Жозефины был запряжён восемью лошадьми и сопровождался конными гренадерами и солдатами элитной жандармерии Императорской гвардии. Две части церемонии проводились в разных концах собора, чтобы противопоставить её религиозные и светские аспекты. Во время празднования от фасада собора был запущен беспилотный воздушный шар с тремя тысячами пылающих огней в виде императорской короны.
Перед входом в собор Наполеон был одет в длинную белую атласную тунику, вышитую золотой нитью; Жозефина также была одета в белое атласное платье в стиле ампир, расшитое золотой нитью. Во время коронации Наполеон был одет в тяжёлую коронационную мантию из малинового бархата, покрытую горностаем; бархат был покрыт вышитыми золотыми пчёлами, такими же, как на регалиях, обнаруженных в гробнице Хилдерика I. Этот символ предшествовал бурбонскому прошлому и связывал новую династию с древними меровингами; пчёлы заменили геральдические лилии на имперских гобеленах и одеждах. Мантия весила не менее восьмидесяти фунтов (36 кг) и поддерживалась четырьмя сановниками. Жозефина была одета в похожую малиновую бархатную мантию, расшитую пчёлами золотой нитью и подбитую горностаем, которую несли три сестры Наполеона. Было два оркестра с четырьмя хорами, множество военных оркестров, играющих бравурные марши, и более трёхсот музыкантов. Хор в 400 голосов исполнил «Мессу» и «Te Deum» Паизиелло. Поскольку традиционная королевская корона была уничтожена во время Французской революции, на алтаре императора ждала так называемая корона Наполеона, которая выглядела как средневековая и называлась в данной церемонии «короной Карла Великого». Хотя корона была новой, считалось, что скипетр принадлежал Карлу V, а меч — Филиппу III.
Коронационный обряд начался с пения гимна «Veni Creator Spiritus», за которым последовали стих: «Господи, пошли дух Твой» и ответ: «И обнови лицо земли», коллекта Пятидесятницы «Боже, который научил сердца верных Тебе, послав им свет Святого Духа…». После этого молитва: «Всемогущий, вечный Бог, Создатель всего сущего…». Во время Литании всем Святым Император и Императрица оставались на своих местах, стоя на коленях только во время некоторых молитв. Император и Императрица прошли помазание голов и обеих рук миро — Император с молитвами: «Боже, Сын Божий…» и «Боже, поставивший Азаила над Сирией…», а Императрица с молитвой «Бог-отец вечно славься…» — в то время как пелся антифон «Садок-Священник». После этого началась месса. По желанию Наполеона вместо обычной коллекты была произнесена коллекта Богородицы (как покровительнице собора). После этого были отдельно освящены все части императорских регалий и переданы Императору и Императрице.
Коронация Наполеона и Жозефины также отличалась в этом отношении от схемы, принятой в других западных обрядах коронации: обычно, во время совместной коронации монарха и его супруги, сначала помазуется монарх, наделяется регалиями, коронуется и возводится на престол, и только потом аналогичный, но упрощённый обряд помазания, облачения, коронации и возведения на престол проходит его супруга. Однако для коронации Наполеона и Жозефины каждый из этих шагов был выполнен совместно, так что Жозефина была помазана сразу после Наполеона, и каждый предмет регалий был вручён ей сразу же после вручения ему — процедура, которая также не имела прецедента в римском понтификале или во французском обряде.
Как записано в официальной стенограмме коронации, формула «Coronet vos Deus…», являющаяся вариацией множественного числа традиционной французской формулы «Coronet te Deus» («Бог коронует тебя венцом славы и праведности…») — формула, которая также используется в английском обряде коронации — использовалась постоянно, заменив римскую формулу «Accipe coronam…» («Прими корону…»). Тем самым она отличалась от французских королевских коронаций, в которых обе формулы — римская «Accipe coronam regni…» и англо-французская «Coronet te Deus…» — использовались поочерёдно. Пока Папа читал вышеупомянутую формулу, Наполеон обернулся, снял лавровый венок, увенчал себя короной, а затем увенчал стоящую на коленях Жозефину небольшой короной, увенчанной крестом, которую он сначала возложил себе на голову. Коронационная формула была изменена для использования формы множественного числа («Coronet vos…» вместо «Coronet te…») именно потому, что коронация Жозефины происходила сразу после принятия Наполеоном короны. Что касается пропущенной римской формулы «Accipe coronam…», которая символизировала получение монархом своей короны от Церкви, её использование исключалось в силу решения Наполеона короновать самого себя. Историк Дж. Дэвид Маркхэм, который также является главой Международного наполеоновского общества, в своей книге «Наполеон для чайников» писал:
Хулители Наполеона говорят, что он выхватил корону у папы из рук или что это был акт невероятного высокомерия, но ни одно из этих обвинений не имеет под собой почву. Наполеон просто символизировал этим, что он становится императором, основываясь на своих собственных заслугах и воле народа, а не из-за какой-то религиозной церемонии. Папа знал об этом шаге с самого начала и не возражал (впрочем, у него не было особого выбора).
Британский историк Винсент Кронин написал в своей книге «Наполеон Бонапарт: сокровенная биография»: «Наполеон сказал Пию, что сам возложит корону на свою голову. Пий не возражал». При интронизации Наполеона папа сказал: «Пусть Бог утвердит тебя на этом престоле, и пусть Христос даст тебе править с ним в Его вечном царстве». Далее Пий VII провозгласил латинскую формулу «Vivat imperator in aeternum!» («Вечную жизнь Императору!»), которую повторил хор; затем последовал «Te Deum». После окончания мессы папа удалился в ризницу, поскольку возражал против того, чтобы председательствовать или быть свидетелем последующей гражданской клятвы из-за её содержания. Возложив руки на Библию, Наполеон произнёс клятву:
Клянусь поддерживать целостность территории Республики, уважать и обеспечивать уважение к Конкордату и свободе вероисповедания, равенству прав, политической и гражданской свободе, необратимости продажи национальных земель; не взимать никаких налогов, кроме как в силу закона; поддерживать институт Ордена Почётного легиона и управлять, руководствуясь исключительно интересами, счастьем и славой французского народа.
Текст был написан Наполеону президентом сената, президентом законодательного корпуса и самым высокопоставленным председателем Государственного совета. После клятвы вновь назначенный герольд громко провозгласил: «Трижды славный и трижды августейший Император Наполеон коронован и возведён на трон. Да здравствует Император!» Сопровождаемый ликующими возгласами окружающих, Наполеон, окружённый сановниками, покинул собор, а хор пел «Domine salvum fac imperatorem nostrum Napoleonem» — «Боже, храни нашего Императора Наполеона».
Когда Наполеон вышел из собора, был дан салют из 101 орудия; весь декабрь в столице шли празднества, посвящённые коронации.
После коронации император роздал штандарты с имперскими орлами каждому из своих полков. Согласно правительственным подсчётам, общая их стоимость составила более 8,5 миллионов франков.
В дополнение к картинам Давида была выпущена памятная медаль, реверс которой разработал Антуана Дени Шоде. В 2005 году Вон Харт, Питер Хикс и Джо Робсон создали цифровое изображение коронации для выставки «Нельсон и Наполеон» в Национальном морском музее.

## Свидетельства очевидцев
Мадам де Ремюсат, подруга Жозефины Богарне, писала:
Сначала проходили длительные дискуссии по поводу особой коронации императора. Первая идея состояла в том, чтобы папа возложил корону своими руками; но Бонапарт отказался принять её у кого-либо. В конце концов было решено, что император коронует себя сам, и что папа даст только своё благословение. [...] Прибыв в Нотр-Дам, император некоторое время оставался в архиепископстве, чтобы надеть свои одежды, которые, казалось, немного его подавили. Его невысокая фигура растаяла в огромной горностаевой накидке. Простой лавровый венок украшал его голову; она была похожа на древнюю медаль. Он был чрезвычайно бледен, искренне тронут и его глаза помутнели. После коронации Наполеон короновал Жозефину. Момент, когда Императрица была коронована, вызвал всеобщее восхищение. Она так изящно подошла к алтарю, преклонив колени в такой элегантной и простой позе, что все умилились. [...] Папа на протяжении всей церемонии выглядел как смиренная жертва, но смирение его было благородно. [...]

Папа благословлял их [регалии] одну за другой, и произносил слова и молитвы, соответствующие каждому предмету: коронам императора и императрицы, мечу, мантии, кольцам, в то время как их Императорские величества всё ещё оставались на своём маленьком троне. Получив благословение, Наполеон и Жозефина снова вернулись к подножию алтаря. Регалии вручались императору в следующем порядке: кольцо, меч, мантия, Рука правосудия, скипетр, корона. Папа молился последовательно над каждым из них; но тут ему пришлось приостановиться, так как Наполеон взял корону из его рук и сам возложил её себе на голову; эта корона была похожа на диадему из золотых дубовых и лавровых листьев; из бриллиантов были сделаны жёлуди и фрукты. Сделав это, император взял с алтаря корону, предназначенную для императрицы, и возложил её на голову Жозефины, стоящей на коленях перед ним. […] Затем император, сидя, с короной на голове и держа руку на Святом Евангелие, принял присягу.
Рутгер Ян Схиммелпеннинк, посол Батавской республики, писал своей жене Катарине:
Холод ужасно мучил всех присутствующих, особенно женщин, которые страдали от него из-за лёгкости своих одежд и потому, что церемониал не позволял им укрыться шалью, как они сделали бы это в ином случае. Стоял такой холод, особенно в этом огромном соборе, что даже мужчины с трудом могли его выносить.

## Реликвии коронации
Помимо собора Парижской Богоматери, служившего местом церемонии коронации Наполеона I, и сотни квинариев (маленьких монет, выполненных в древнеримских традициях), брошенных в толпу, осталось очень немного материальных свидетельств этого события.
От золотого лаврового венка остались только два известных листа, один из которых выставлен в музее Наполеона в замке Фонтенбло. В венке было 44 крупных и 12 малых лавровых листьев. Сочтя его слишком тяжёлым, Наполеон потребовал, чтобы ювелир Мартин-Гийом Бьенн, создавший венок, удалил с него шесть золотых листьев; позже ювелир подарил их своим дочерям. Один из оставшихся листьев весом 6 грамм был продан 19 сентября 2017 года аукционным домом Osenat за 625 тыс. евро.
Корона Наполеона I хранится в Лувре.
Коронационный жезл, украшенный пчёлами, и меч с золотой рукояткой, инкрустированной коронационными алмазами, принадлежат коллекционеру артефактов Первой империи Пьер-Жану Шаленсону, который обладает самой большой частной коллекцией, посвящённой императору. Жезл был в руках герольда, капитана Мишеля Дювердье, когда он провозгласил Наполеона Императором.
Коронационное кольцо также находится в коллекции Шаленсона. Это кольцо с рубином в 5,33 карата имеет на обороте герб Императора, увенчанный папской тиарой папы Пия VII.
У Шаленсона также есть Великий герб Императора из позолоченной бронзы, сделанный для украшения собора, а также картина Наполеона в коронационном костюме в натуральную величину.
Парадное седло в настоящее время является собственностью Музея армии. Оно, вероятно, использовалось в процессии, сопровождающей карету Императора в день церемонии.
Платье и шлейф графини Беранже, жены графа Жана Беранже (1767—1850) — единственная сохранившаяся одежда, которую носили во время коронации. Они были представлены для выставки «Les Trésors de la Fondation Napoléon. Dans l’intimité de la Cour impériale (2004)», и с тех пор регулярно выставляются в различных музеях Франции и всего мира.

### Комментарии
1. ↑  Светильник от кареты из золочёной бронзы[англ.] в течение нескольких лет принадлежал американскому защитнику природы Джеймсу Уильямсу[англ.]. Его несколько раз видно в фильме «Полночь в саду добра и зла»[13].
2. ↑  С заменой слова «король» на «император» и добавлением слов «и его супруга» к первоначальной молитве римского обряда; подобная, но более сложная молитва, в которой особо упоминались «королевства франков, бургундцев и Аквитании», существовала в традиционном французском королевском обряде коронации (Woolley 1915, С. 106–107).
3. ↑  Текст благословения для меча, колец, перчаток, Руки правосудия и скипетра были взяты из Cérémoniel françois, а для благословения державы были сочинены специально для этого случая (Woolley 1915).
4. ↑  Форма вручения меча, колец, перчаток, Руки правосудия и скипетра была также взята из Cérémoniel françois, а для вручения мантии и скипетра опять же сочинена специально для данного случая (Woolley 1915).
5. ↑  При вручении колец и мантий использовалось множественное число, так как они вручались Императору и Императрице одновременно (Woolley 1915).
6. ↑  Эта формула интронизации была новой композицией, отличающейся от всех вариаций традиционной формулы «Sta et retine…», обычно используемой в западных коронационных ритуалах; даже начальные слова формулы были другими, и, по всей вероятности, традиционная молитва была отброшена, поскольку в ней слишком чётко указывалось, что монарх получил престол от епископов и был посредником между духовенством и мирянами. В новой формуле, использованной для возведения на престол Наполеона, отсутствовали каких-либо упоминания об этом.
7. ↑  Письмо до сих пор хранится у потомков посла; цитируется по каталогу выставки: Louis Napoléon, Premier Roi de Hollande, 1806-1810, Paris, Institut Néerlandais, 2007-2008, Que porter chez le Roi ? Le costume et l'étiquette à la cour de Hollande, с. 92